# Miconia herrerae
Miconia herrerae är en tvåhjärtbladig växtart som beskrevs av Henry Allan Gleason. Miconia herrerae ingår i släktet Miconia och familjen Melastomataceae. Inga underarter finns listade i Catalogue of Life.